# Leptataspis martha
Leptataspis martha är en insektsart som först beskrevs av Victor Lallemand 1911.  Leptataspis martha ingår i släktet Leptataspis och familjen spottstritar. Inga underarter finns listade i Catalogue of Life.